# Vuelta a España 2010
La 65.ª edición de la Vuelta a España se disputó desde el 28 de agosto hasta el 19 de septiembre de 2010 entre las localidades de Sevilla y Madrid, con un recorrido de 3.242,6 km repartidos en 21 etapas.
La novedad de este año fue que el primer clasificado de la general cambió el jersey oro por el jersey rojo, igual que se utiliza el término La roja para referirse al combinado español de fútbol. Además, se suprimió la categoría especial en la catalogación de los puertos (asemejándose al Giro) reduciéndose así la dureza teórica de algunas de las etapas; relacionado con ello los puertos finales de etapa también se dejaron sin catalogación con la indicación "final en alto" (con la misma puntuación que un puerto de 1ª aunque duplicada al ser final en alto).
Ocho lugares fueron salidas inéditas en el 2010, las de Alcalá de Guadaíra, Caravaca de la Cruz, Villena, Villanueva y Geltrú, Rincón de Soto, Solares, Peñafiel y Piedrahíta; mientras que también fueron finales inéditos de etapa Valdepeñas de Jaén, Orihuela, Villanueva y Geltrú, Cotobello, Peñafiel y Bola del Mundo.
El ganador final fue Vincenzo Nibali (quien además se hizo con la clasificación de la combinada y una etapa). Segundo fue Ezequiel Mosquera y en tercera posición finalizó Peter Velits.
En las clasificaciones secundarias se impusieron Mark Cavendish (puntos), David Moncoutié (montaña) y Katusha (equipos).

## Equipos participantes
Había dieciséis equipos confirmados desde 2008, estos eran los equipos de categoría UCI ProTour 2008 que permanecían en activo. Posteriormente se dieron las invitaciones que fueron para los de categoría UCI ProTour del Team Katusha, Sky Professional Cycling Team y Garmin-Transitions y los de categoría Profesional Continental del Xacobeo Galicia, Andalucía CajaSur y Cervélo Test Team; por lo tanto el único equipo ProTour del 2010 que se quedó fuera fue el Team RadioShack. Formando así un pelotón de 198 ciclistas (cerca del límite de 200 establecido para carreras profesionales), con 9 corredores cada equipo, de los que acabaron 156; con 154 clasificados tras la desclasificaciones de David García Dapena y Ezequiel Mosquera por dopaje (ver sección Positivos en la Vuelta). Los equipos participantes fueron:

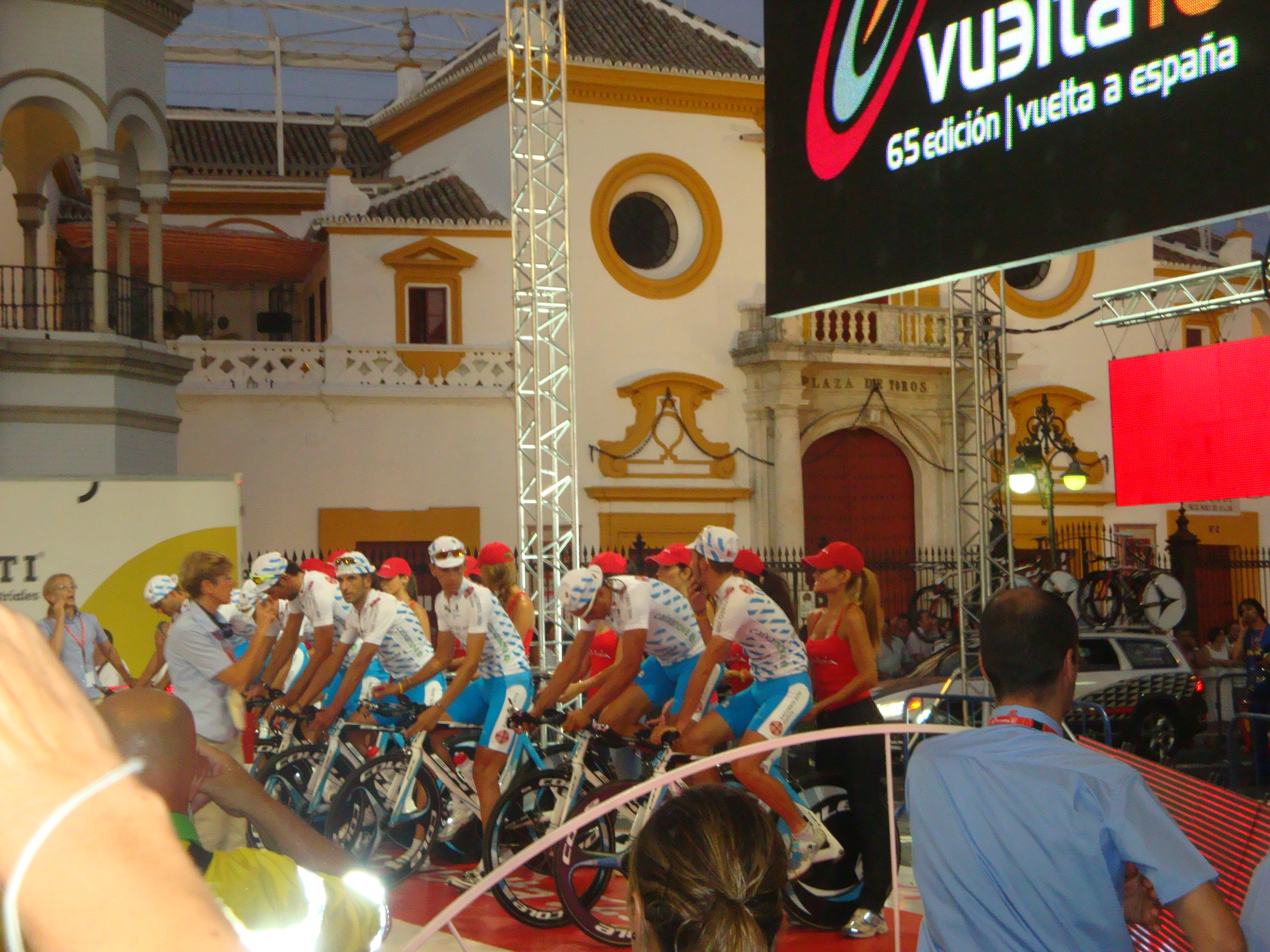
Salida del Xacobeo Galicia en la 1.ª etapa (contrarreloj por equipos), realizada por la noche en Sevilla.

| ProTeams (17)- AG2R La Mondiale - Astana - Caisse d'Épargne - Euskaltel-Euskadi - Footon-Servetto - FDJ - Garmin-Transitions - HTC-Columbia - Lampre-Farnese Vini - Liquigas-Doimo - Omega Pharma-Lotto - Quick Step - Rabobank - Sky - Katusha - Team Milram - Saxo Bank Equipos continentales profesionales (5)- Cervélo TestTeam - Andalucía-Cajasur - Bbox Bouygues Télécom - Cofidis, le Crédit en Ligne - Xacobeo-Galicia |
| |

## Etapas
| Etapa      | Fecha     | Recorrido                                    | type                     | Distancia (km) | Ganador                           | Líder             |
| ---------- | --------- | -------------------------------------------- | ------------------------ | -------------- | --------------------------------- | ----------------- |
| 1.ª etapa  | 28 de ago | Sevilla – Sevilla                            | contrarreloj por equipos | 13             | HTC-Columbia                      | Mark Cavendish    |
| 2.ª etapa  | 29 de ago | Alcalá de Guadaíra – Marbella                | etapa llana              | 173,7          | Yauheni Hutarovich                | Mark Cavendish    |
| 3.ª etapa  | 30 de ago | Marbella – Málaga                            | etapa de montaña         | 157,3          | Philippe Gilbert                  | Philippe Gilbert  |
| 4.ª etapa  | 31 de ago | Málaga – Valdepeñas de Jaén                  | etapa de media montaña   | 183,8          | Igor Antón                        | Philippe Gilbert  |
| 5.ª etapa  | 1 de sep  | Guadix – Lorca                               | etapa llana              | 195,8          | Tyler Farrar                      | Philippe Gilbert  |
| 6.ª etapa  | 2 de sep  | Caravaca de la Cruz – Murcia                 | etapa llana              | 148,6          | Thor Hushovd                      | Philippe Gilbert  |
| 7.ª etapa  | 3 de sep  | Murcia – Orihuela                            | etapa llana              | 186,1          | Alessandro Petacchi               | Philippe Gilbert  |
| 8.ª etapa  | 4 de sep  | Villena – Xorret de Catí                     | etapa de montaña         | 190            | David Moncoutié                   | Igor Antón        |
| 9.ª etapa  | 5 de sep  | Calpe – Alcoy                                | etapa de media montaña   | 187,7          | David López García                | Igor Antón        |
|            | 6 de sep  | Día de descanso                              | Día de descanso          |                |                                   |                   |
| 10.ª etapa | 7 de sep  | Tarragona – Villanueva y Geltrú              | etapa de media montaña   | 175,7          | Imanol Erviti                     | Joaquim Rodríguez |
| 11.ª etapa | 8 de sep  | Villanueva y Geltrú – Vallnord               | etapa de montaña         | 208,4          | Igor Antón                        | Igor Antón        |
| 12.ª etapa | 9 de sep  | Andorra la Vieja – Lérida                    | etapa llana              | 172,5          | Mark Cavendish                    | Igor Antón        |
| 13.ª etapa | 10 de sep | Rincón de Soto – Burgos                      | etapa llana              | 196            | Mark Cavendish                    | Igor Antón        |
| 14.ª etapa | 11 de sep | Burgos – Peña Cabarga                        | etapa de montaña         | 178            | Joaquim Rodríguez                 | Vincenzo Nibali   |
| 15.ª etapa | 12 de sep | Solares – Lagos de Covadonga                 | etapa de montaña         | 187,3          | Carlos Barredo                    | Vincenzo Nibali   |
| 16.ª etapa | 13 de sep | Gijón – Alto de Cotobello                    | etapa de montaña         | 181,4          | Mikel Nieve                       | Joaquim Rodríguez |
|            | 14 de sep | Día de descanso                              | Día de descanso          |                |                                   |                   |
| 17.ª etapa | 15 de sep | Peñafiel – Peñafiel                          | contrarreloj individual  | 46             | Peter Velits                      | Vincenzo Nibali   |
| 18.ª etapa | 16 de sep | Valladolid – Salamanca                       | etapa llana              | 148,9          | Mark Cavendish                    | Vincenzo Nibali   |
| 19.ª etapa | 17 de sep | Piedrahíta – Toledo                          | etapa llana              | 231            | Philippe Gilbert                  | Vincenzo Nibali   |
| 20.ª etapa | 18 de sep | San Martín de Valdeiglesias – Bola del Mundo | etapa de montaña         | 172,1          | Ezequiel Mosquera Vincenzo Nibali | Vincenzo Nibali   |
| 21.ª etapa | 19 de sep | San Sebastián de los Reyes – Madrid          | etapa llana              | 85,2           | Tyler Farrar                      | Vincenzo Nibali   |

## Clasificaciones finales
Las clasificaciones oficiales definitivas fueron las siguientes (teniendo en cuenta que a Ezequiel Mosquera y David García (corredores del Xacobeo Galicia), fueron desposeídos del 2º y 11º puestos respectivamente y a Mosquera la victoria de la etapa de la Bola del Mundo, por consumo ambos de Hydroxyethyl y además Da Pena también por EPO):

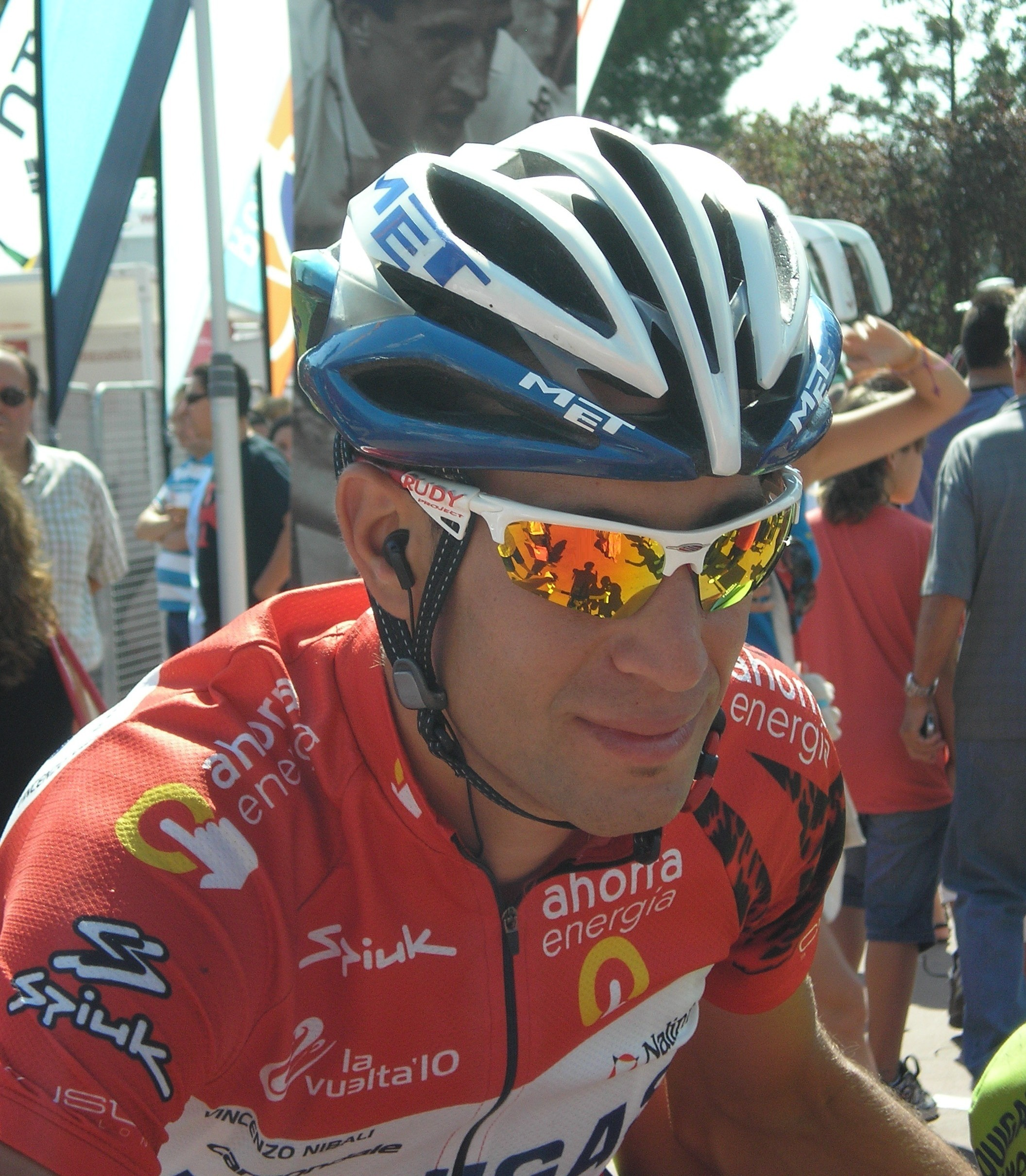
Vincenzo Nibali, vencedor de la Vuelta 2010, con el maillot rojo.

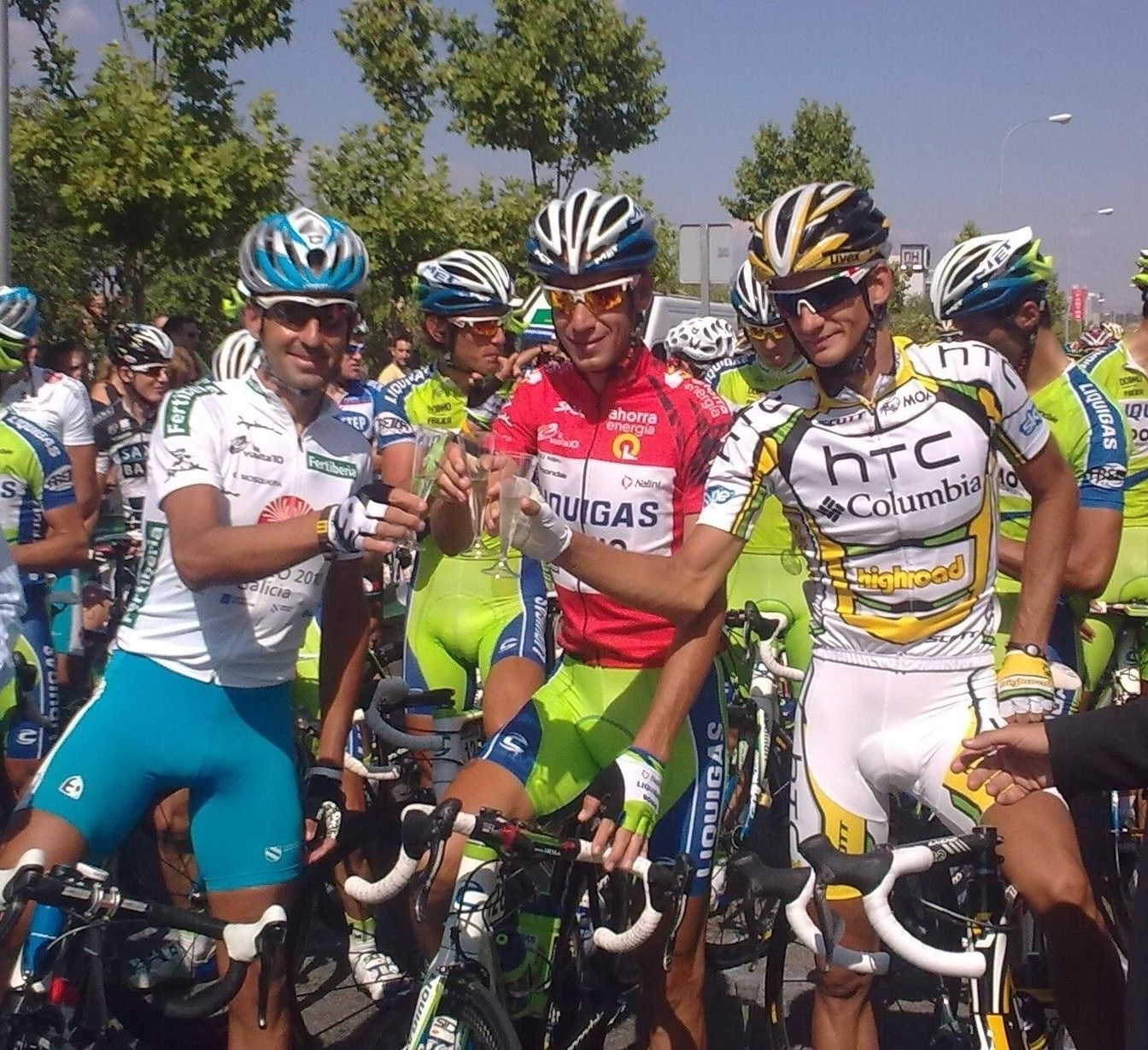
Brindis entre los tres primeros clasificados. De izquierda a derecha: Mosquera, Nibali y Velits.

### Clasificación general
| \| Clasificación general \| Clasificación general \| Clasificación general \| Clasificación general \| Clasificación general \| \| Ciclista \| Ciclista \| Equipo \| Tiempo \| \| \| --------------------- \| --------------------- \| --------------------------- \| --------------------- \| --------------------- \| \| 1.º \| Vincenzo Nibali \| Liquigas-Doimo \| 87 h 18 min 31 s \| \| \| 2.º \| Ezequiel Mosquera \| Xacobeo Galicia \| DES \| \| \| 2.º \| Peter Velits \| HTC-Columbia \| + 3 min 04 s \| \| \| 3.º \| Joaquim Rodríguez \| Katusha \| + 4 min 22 s \| \| \| 4.º \| Fränk Schleck \| Saxo Bank \| + 4 min 45 s \| \| \| 5.º \| Xavi Tondo \| Cervélo TestTeam \| + 4 min 54 s \| \| \| 6.º \| Nicolas Roche \| AG2R La Mondiale \| + 5 min 05 s \| \| \| 7.º \| Carlos Sastre \| Cervélo TestTeam \| + 6 min 08 s \| \| \| 8.º \| Tom Danielson \| Garmin-Transitions \| + 6 min 18 s \| \| \| 9.º \| Luis León Sánchez \| Caisse d'Épargne \| + 7 min 44 s \| \| \| 10.º \| David García Dapena \| Xacobeo Galicia \| DES \| \| \| 10.º \| Mikel Nieve \| Euskaltel-Euskadi \| + 11 min 00 s \| \| \| 11.º \| Vladímir Karpets \| Katusha \| + 13 min 07 s \| \| \| 12.º \| David Moncoutié \| Cofidis, le Crédit en Ligne \| + 14 min 34 s \| \| \| 13.º \| Christophe Le Mével \| FDJ \| + 16 min 38 s \| \| \| 14.º \| Rubén Plaza \| Caisse d'Épargne \| + 16 min 42 s \| \| \| 15.º \| Vladímir Gúsev \| Katusha \| + 17 min 56 s \| \| \| 16.º \| Andréi Kashechkin \| Lampre-Farnese Vini \| + 21 min 16 s \| \| \| 17.º \| Jan Bakelants \| Omega Pharma-Lotto \| + 24 min 38 s \| \| \| 18.º \| Gustav Larsson \| Saxo Bank \| + 25 min 17 s \| \| \| 19.º \| Rémy Di Gregorio \| FDJ \| + 27 min 33 s \| \| \| 20.º \| Marzio Bruseghin \| Caisse d'Épargne \| + 28 min 56 s \| \| |                     |                             |                  |
| |                     |                             |                  |
| Fuente: ProCyclingStats |                     |                             |                  |
| Clasificación general |                     |                             |                  |
| Ciclista | Ciclista            | Equipo                      | Tiempo           |
| 1.º | Vincenzo Nibali     | Liquigas-Doimo              | 87 h 18 min 31 s |
| 2.º | Ezequiel Mosquera   | Xacobeo Galicia             | DES              |
| 2.º | Peter Velits        | HTC-Columbia                | + 3 min 04 s     |
| 3.º | Joaquim Rodríguez   | Katusha                     | + 4 min 22 s     |
| 4.º | Fränk Schleck       | Saxo Bank                   | + 4 min 45 s     |
| 5.º | Xavi Tondo          | Cervélo TestTeam            | + 4 min 54 s     |
| 6.º | Nicolas Roche       | AG2R La Mondiale            | + 5 min 05 s     |
| 7.º | Carlos Sastre       | Cervélo TestTeam            | + 6 min 08 s     |
| 8.º | Tom Danielson       | Garmin-Transitions          | + 6 min 18 s     |
| 9.º | Luis León Sánchez   | Caisse d'Épargne            | + 7 min 44 s     |
| 10.º | David García Dapena | Xacobeo Galicia             | DES              |
| 10.º | Mikel Nieve         | Euskaltel-Euskadi           | + 11 min 00 s    |
| 11.º | Vladímir Karpets    | Katusha                     | + 13 min 07 s    |
| 12.º | David Moncoutié     | Cofidis, le Crédit en Ligne | + 14 min 34 s    |
| 13.º | Christophe Le Mével | FDJ                         | + 16 min 38 s    |
| 14.º | Rubén Plaza         | Caisse d'Épargne            | + 16 min 42 s    |
| 15.º | Vladímir Gúsev      | Katusha                     | + 17 min 56 s    |
| 16.º | Andréi Kashechkin   | Lampre-Farnese Vini         | + 21 min 16 s    |
| 17.º | Jan Bakelants       | Omega Pharma-Lotto          | + 24 min 38 s    |
| 18.º | Gustav Larsson      | Saxo Bank                   | + 25 min 17 s    |
| 19.º | Rémy Di Gregorio    | FDJ                         | + 27 min 33 s    |
| 20.º | Marzio Bruseghin    | Caisse d'Épargne            | + 28 min 56 s    |

(DSQ) Descalificado por dar positivo en hidroxietil

### Clasificación por puntos
| Clasificación por puntos | Clasificación por puntos | Clasificación por puntos    | Clasificación por puntos | Clasificación por puntos |
| Ciclista                 | Ciclista                 | Equipo                      | Puntos                   |                          |
| ------------------------ | ------------------------ | --------------------------- | ------------------------ | ------------------------ |
| 1.º                      | Mark Cavendish           | HTC-Columbia                | 136 pts                  |                          |
| 2.º                      | Tyler Farrar             | Garmin-Transitions          | 124 pts                  |                          |
| 3.º                      | Vincenzo Nibali          | Liquigas-Doimo              | 119 pts                  |                          |
| 4.º                      | Joaquim Rodríguez        | Katusha                     | 110 pts                  |                          |
| 5.º                      | Philippe Gilbert         | Omega Pharma-Lotto          | 104 pts                  |                          |
| 6.º                      | Ezequiel Mosquera        | Xacobeo Galicia             | DES                      |                          |
| 7.º                      | Peter Velits             | HTC-Columbia                | 88 pts                   |                          |
| 8.º                      | David Moncoutié          | Cofidis, le Crédit en Ligne | 72 pts                   |                          |
| 9.º                      | Nicolas Roche            | AG2R La Mondiale            | 63 pts                   |                          |
| 10.º                     | Fränk Schleck            | Saxo Bank                   | 62 pts                   |                          |

### Clasificación de la montaña
| Clasificación de la montaña | Clasificación de la montaña | Clasificación de la montaña | Clasificación de la montaña | Clasificación de la montaña |
| Ciclista                    | Ciclista                    | Equipo                      | Puntos                      |                             |
| --------------------------- | --------------------------- | --------------------------- | --------------------------- | --------------------------- |
| 1.º                         | David Moncoutié             | Cofidis, le Crédit en Ligne | 51 pts                      |                             |
| 2.º                         | Serafín Martínez            | Xacobeo Galicia             | 43 pts                      |                             |
| 3.º                         | Ezequiel Mosquera           | Xacobeo Galicia             | DES                         |                             |
| 4.º                         | Joaquim Rodríguez           | Katusha                     | 29 pts                      |                             |
| 5.º                         | Vincenzo Nibali             | Liquigas-Doimo              | 26 pts                      |                             |
| 6.º                         | Luis León Sánchez           | Caisse d'Épargne            | 25 pts                      |                             |
| 7.º                         | Gonzalo Rabuñal             | Xacobeo Galicia             | 25 pts                      |                             |
| 8.º                         | Mikel Nieve                 | Euskaltel-Euskadi           | 21 pts                      |                             |
| 9.º                         | Johann Tschopp              | BBox Bouygues Telecom       | 18 pts                      |                             |
| 10.º                        | Fränk Schleck               | Saxo Bank                   | 17 pts                      |                             |

### Clasificación combinada
En la clasificación combinada se suman los puestos de los corredores en la clasificación general, la clasificación a puntos y la de la montaña. El corredor que menos puestos tenga en la suma de las tres camisas es el primero de la clasificación.
| Clasificación de la combinada | Clasificación de la combinada | Clasificación de la combinada | Clasificación de la combinada | Clasificación de la combinada |
| Ciclista                      | Ciclista                      | Equipo                        | Puntos                        |                               |
| ----------------------------- | ----------------------------- | ----------------------------- | ----------------------------- | ----------------------------- |
| 1.º                           | Vincenzo Nibali               | Liquigas-Doimo                | 9 pts                         |                               |
| 2.º                           | Ezequiel Mosquera             | Xacobeo Galicia               | DES                           |                               |
| 3.º                           | Joaquim Rodríguez             | Katusha                       | 12 pts                        |                               |
| 4.º                           | David Moncoutié               | Cofidis, le Crédit en Ligne   | 23 pts                        |                               |
| 5.º                           | Fränk Schleck                 | Saxo Bank                     | 25 pts                        |                               |

### Clasificación por equipos
| Clasificación por equipos | Clasificación por equipos | Clasificación por equipos | Clasificación por equipos |
| Equipo                    | Equipo                    | Tiempo                    |                           |
| ------------------------- | ------------------------- | ------------------------- | ------------------------- |
| 1.º                       | Katusha                   | 261 h 48 min 04 s         |                           |
| 2.º                       | Caisse d'Épargne          | + 33 s                    |                           |
| 3.º                       | Xacobeo-Galicia           | + 12 min 33 s             |                           |
| 4.º                       | Cervélo TestTeam          | + 17 min 50 s             |                           |
| 5.º                       | AG2R La Mondiale          | + 35 min 42 s             |                           |
| 6.º                       | Liquigas-Doimo            | + 57 min 05 s             |                           |
| 7.º                       | Omega Pharma-Lotto        | + 1 h 08 min 04 s         |                           |
| 8.º                       | Euskaltel-Euskadi         | + 1 h 12 min 06 s         |                           |
| 9.º                       | FDJ                       | + 1 h 13 min 13 s         |                           |
| 10.º                      | Saxo Bank                 | + 1 h 17 min 45 s         |                           |

## Evolución de las clasificaciones
| Etapa                   |                          | Ganador _                         | Clasificación general | Puntos             | Montaña          | Combinada            | Equipo           |
| ----------------------- | ------------------------ | --------------------------------- | --------------------- | ------------------ | ---------------- | -------------------- | ---------------- |
| 1.ª etapa               | contrarreloj por equipos | HTC-Columbia                      | Mark Cavendish        | Mark Cavendish     | no otorgado      | Mark Cavendish       | HTC-Columbia     |
| 2.ª etapa               | etapa llana              | Yauheni Hutarovich                | Mark Cavendish        | Yauheni Hutarovich | Mickaël Delage   | Javier Ramírez Abeja | HTC-Columbia     |
| 3.ª etapa               | etapa de montaña         | Philippe Gilbert                  | Philippe Gilbert      | Philippe Gilbert   | Serafín Martínez | Serafín Martínez     | HTC-Columbia     |
| 4.ª etapa               | etapa de media montaña   | Igor Antón                        | Philippe Gilbert      | Igor Antón         | Serafín Martínez | Vincenzo Nibali      | Caisse d'Épargne |
| 5.ª etapa               | etapa llana              | Tyler Farrar                      | Philippe Gilbert      | Igor Antón         | Serafín Martínez | Vincenzo Nibali      | Caisse d'Épargne |
| 6.ª etapa               | etapa llana              | Thor Hushovd                      | Philippe Gilbert      | Philippe Gilbert   | Serafín Martínez | Philippe Gilbert     | Caisse d'Épargne |
| 7.ª etapa               | etapa llana              | Alessandro Petacchi               | Philippe Gilbert      | Mark Cavendish     | Serafín Martínez | Philippe Gilbert     | Caisse d'Épargne |
| 8.ª etapa               | etapa de montaña         | David Moncoutié                   | Igor Antón            | Mark Cavendish     | Serafín Martínez | Vincenzo Nibali      | Caisse d'Épargne |
| 9.ª etapa               | etapa de media montaña   | David López García                | Igor Antón            | Mark Cavendish     | David Moncoutié  | Vincenzo Nibali      | Caisse d'Épargne |
| 10.ª etapa              | etapa de media montaña   | Imanol Erviti                     | Joaquim Rodríguez     | Mark Cavendish     | David Moncoutié  | David Moncoutié      | Caisse d'Épargne |
| 11.ª etapa              | etapa de montaña         | Igor Antón                        | Igor Antón            | Igor Antón         | David Moncoutié  | Igor Antón           | Caisse d'Épargne |
| 12.ª etapa              | etapa llana              | Mark Cavendish                    | Igor Antón            | Mark Cavendish     | David Moncoutié  | Igor Antón           | Caisse d'Épargne |
| 13.ª etapa              | etapa llana              | Mark Cavendish                    | Igor Antón            | Mark Cavendish     | David Moncoutié  | Igor Antón           | Caisse d'Épargne |
| 14.ª etapa              | etapa de montaña         | Joaquim Rodríguez                 | Vincenzo Nibali       | Mark Cavendish     | David Moncoutié  | Joaquim Rodríguez    | Caisse d'Épargne |
| 15.ª etapa              | etapa de montaña         | Carlos Barredo                    | Vincenzo Nibali       | Mark Cavendish     | David Moncoutié  | Joaquim Rodríguez    | Katusha          |
| 16.ª etapa              | etapa de montaña         | Mikel Nieve                       | Joaquim Rodríguez     | Mark Cavendish     | David Moncoutié  | Joaquim Rodríguez    | Katusha          |
| 17.ª etapa              | contrarreloj individual  | Peter Velits                      | Vincenzo Nibali       | Mark Cavendish     | David Moncoutié  | Joaquim Rodríguez    | Katusha          |
| 18.ª etapa              | etapa llana              | Mark Cavendish                    | Vincenzo Nibali       | Mark Cavendish     | David Moncoutié  | Joaquim Rodríguez    | Katusha          |
| 19.ª etapa              | etapa llana              | Philippe Gilbert                  | Vincenzo Nibali       | Mark Cavendish     | David Moncoutié  | Joaquim Rodríguez    | Katusha          |
| 20.ª etapa              | etapa de montaña         | Ezequiel Mosquera Vincenzo Nibali | Vincenzo Nibali       | Mark Cavendish     | David Moncoutié  | Vincenzo Nibali      | Katusha          |
| 21.ª etapa              | etapa llana              | Tyler Farrar                      | Vincenzo Nibali       | Mark Cavendish     | David Moncoutié  | Vincenzo Nibali      | Katusha          |
| Clasificaciones finales | Clasificaciones finales  |                                   | Vincenzo Nibali       | Mark Cavendish     | David Moncoutié  | Vincenzo Nibali      | Katusha          |

## Dopaje

### Roy Sentjens
Roy Sentjens fue expulsado de la carrera el 9 de septiembre por un dopaje anterior por EPO recombinante en un análisis sorpresa realizado el 16 de agosto.
Al día siguiente Roy explicó los hechos y confesó su culpabilidad diciendo que compró dichas sustancias en varias farmacías de Barcelona. Asimismo, decidió no pedir el análisis de la muestra B porque ya sabía cuál era el resultado y puso punto final a su trayectoria deportiva.

### Positivos en la Vuelta
El 30 de septiembre de 2011, 11 días después de la finalización de esta Vuelta, se descubrieron "resultados analíticos adversos" en los corredores del Xacobeo Galicia David García Dapena y Ezequiel Mosquera por presencia de hydroxyethyl (almidón) en controles realizados en la Vuelta el 16 de septiembre. Dicha sustancia no se considera dopaje pero si podría ser indicio de ello, posible "enmascarador" de sustancias prohibidas, y por eso se les abrió una investigación.

#### David García Dapena
Diez días después, tras un segundo control adverso esta vez positivo por EPO, Dapena fue suspendido hasta el 5 de octubre de 2012 (sanción de 2 años). Además, fue desposeído por la UCI, no solo de los resultados desde la fecha del positivo, sino de todos sus resultados en la Vuelta.
Un año después confesó su culpabilidad.

#### Ezequiel Mosquera
Mientras, el caso de Mosquera fue mucho más complejo, al no existir un positivo propiamente dicho. De hecho fichó por el Vacansoleil Pro Cycling Team aunque su equipo no le alineó en ninguna carrera debido a que su caso estaba abierto. Finalmente en noviembre de 2011 se hizo pública la sanción de 2 años. Además, dicha sanción comenzó a contar desde que esta se hizo pública, no pudiendo volver hasta el 15 de noviembre de 2013 así que, en la práctica, no podría correr hasta la temporada 2014, debido a que en teoría si pudo correr durante el periodo posterior a conocerse la muestra anómala.
En principio, -al contrario que con David García Dapena- no fue desposeído por la UCI de sus resultados en la Vuelta y posteriores carreras. En esta Vuelta ganó la 20.ª etapa, quedó segundo en la 11.ª etapa y tercero en la 14.ª etapa como resultados parciales más destacados; además, en las clasificaciones finales fue segundo en la general y tercero en la montaña como resultados finales más destacados) debido a que dicha sustancia por sí sola no es considerada positivo. Luego de conocerse la sanción, fue desclasificado de todos los resultados a partir del 28 de agosto de 2010. En junio de 2014 la Audiencia Nacional anuló la sanción por dopaje por defecto de forma pero la UCI mantiene anulados los resultados de Mosquera basándose en la sentencia del TAS (Tribunal de Arbitraje Deportivo) de 2012.

#### Carlos Barredo
En octubre de 2012, la Unión Ciclista Internacional abrió una investigación contra Carlos Barredo, ganador de la 15.ª etapa en los Lagos de Covadonga, por anomalías en su pasaporte biológico. Casi dos años después (julio de 2014) y cuando ya se había retirado del ciclismo profesional fue sancionado con 2 años de suspensión y se anularon todos sus resultados desde 2007 a 2011, con lo cual le fue retirada la victoria de etapa y fue desclasificado de la general donde había finalizado 43.º.

### Nuevas clasificaciones
Tras la resolución definitiva de todos los casos de dopaje la UCI procedió a hacer nuevas clasificaciones y los resultados de Sentjens, Dapena, Mosquera y Barredo fueron anulados y oficialmente fueron desclasificados de la ronda española con la indicación "0 DSQ" (descalificado) aunque indicando el tiempo y puntos de las clasificaciones parciales y finales (finales en el caso de Dapena, Mosquera y Barredo que si acababaron la ronda). Por ello todos sus resultados fueron anulados y sus puestos quedaron vacantes; excepto en la de la clasificación general parcial y final de Dapena y Mosquera, que al conseguir resultados destacados (2.º y 11.º respectivamente), sus exclusiones supusieron que los corredores que quedaron por detrás de ellos (hasta el 20º) subiesen uno o dos puestos en la clasificación, quedando vacantes la vigésimo primera y vigésimo segunda posición. Teniendo sus participaciones solo incidencia en la clasificación por equipos como suele ser habitual en estos casos de expulsión de corredores.
Estas sanciones no tuvieron incidencia en el UCI World Ranking ya que los puntos de Dapena no pasaron a otros corredores, mientras que Mosquera siguió apareciendo ya que su caso se resolvió cuando las clasificaciones ya estaban finalizadas.

## Banda sonora
Este año la sintonía de la Vuelta perteneció a la canción "Otra Oportunidad", del grupo Preciados.